# 埔里端
埔里端目前為臺灣國道六號的終點，位於臺灣南投縣埔里鎮，指標為37k。
|                               | 37 埔里端 |  | 霧社 埔里市區 |
| 清境農場 奧萬大國家森林遊樂區 | 37 埔里端 |  |               |

## 外部連結
- 國道六號埔里交流道、埔里端示意圖 （页面存档备份，存于）（交通部高速公路局）